# Jürgen Kramny
Jürgen Kramny (Ludwigsburgo, Alemania, 18 de octubre de 1971) es un exfutbolista y entrenador alemán.

## Carrera como entrenador
Inicios en el Maguncia 05
Comenzó su carrera como técnico en la cantera del 1. FSV Maguncia 05 en 2006. También fue asistente del primer equipo del Maguncia 05.
VfB Stuttgart
En julio de 2010, Kramny fue nombrado entrenador del equipo sub-19 del VfB Stuttgart. Entre octubre y diciembre del mismo año, trabajó como asistente del nuevo entrenador del primer equipo Jens Keller. Después de la marcha de este, Kramny regresó al mando del equipo sub-19.
El 1 de julio de 2011, Kramny asumió el cargo de entrenador del VfB Stuttgart II, al que dirigió hasta que fue nombrado entrenador interino del primer equipo el 24 de noviembre de 2015, reemplazando a Alexander Zorniger. El 20 de diciembre de 2015, el director deportivo Robin Dutt confirmó a Kramny como entrenador del VfB Stuttgart hasta 2017, después de haber ganado 2 de los 5 primeros partidos al frente del mismo. Aunque inicialmente su llegada supuso el revulsivo esperado y sacó al Stuttgart de los puestos de descenso, el equipo de Baden-Wurtemberg se hundió en la recta final del campeonato y terminó descendiendo a la 2. Bundesliga. Al no poder mantener al equipo en la élite, el club terminó su contrato como entrenador del primer equipo.
Arminia Bielefeld
El 17 de noviembre de 2016, fue contratado por el Arminia Bielefeld.

## Clubes

### Como jugador
| Club                  | País     | Año       | Partidos | Goles |
| --------------------- | -------- | --------- | -------- | ----- |
| VfB Stuttgart         | Alemania | 1990-1992 | 14       | 0     |
| 1. FC Núremberg       | Alemania | 1992-1995 | 65       | 6     |
| 1. FC Saarbrücken     | Alemania | 1995-1997 | 66       | 8     |
| 1. FSV Maguncia 05    | Alemania | 1997-2005 | 218      | 30    |
| SV Darmstadt 98       | Alemania | 2005-2006 | 15       | 1     |
| 1. FSV Maguncia 05 II | Alemania | 2006      | 11       | 0     |

### Como entrenador
| Club                           | País     | Año       | P   | PG | PE | PP | % v.  |
| ------------------------------ | -------- | --------- | --- | -- | -- | -- | ----- |
| 1. FSV Maguncia 05 (cantera)   | Alemania | 2006-2008 |     |    |    |    |       |
| 1. FSV Maguncia 05 (asistente) | Alemania | 2008-2009 |     |    |    |    |       |
| VfB Stuttgart (cantera)        | Alemania | 2010      |     |    |    |    |       |
| VfB Stuttgart (asistente)      | Alemania | 2010      | 13  | 5  | 3  | 5  | 38.46 |
| VfB Stuttgart (cantera)        | Alemania | 2010-2011 |     |    |    |    |       |
| VfB Stuttgart II               | Alemania | 2011-2015 | 169 | 52 | 46 | 71 | 30.77 |
| VfB Stuttgart                  | Alemania | 2015-2016 | 23  | 7  | 5  | 11 | 30.43 |
| Arminia Bielefeld              | Alemania | 2016-2017 |     |    |    |    |       |